# Happy hour

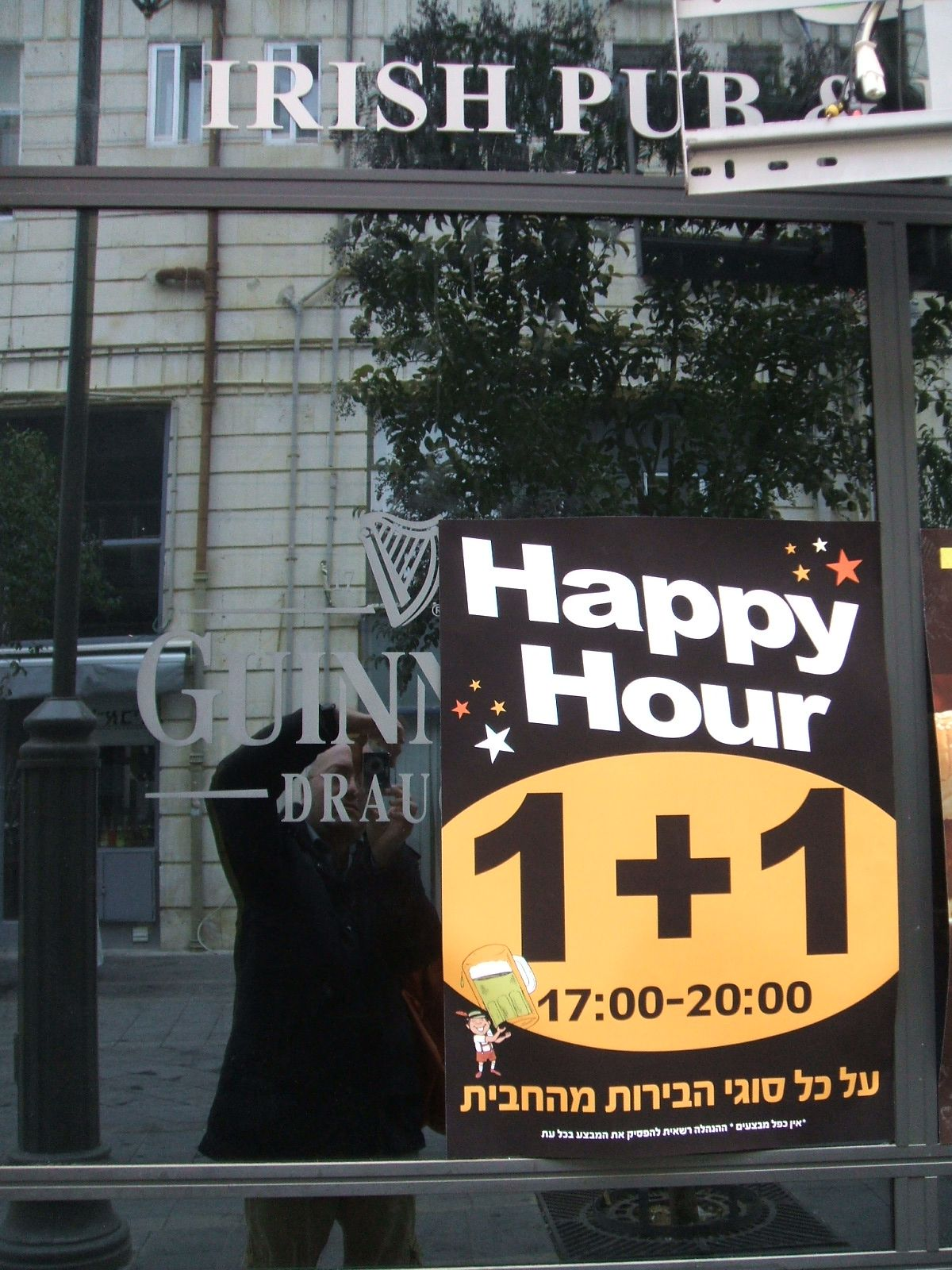
Happy hour waarbij gedurende drie uur per dag de tweede consumptie gratis is

Een happy hour is een korte periode waarin een café bepaalde dranken tegen een veel lagere dan de normale prijs verkoopt. Een veelvoorkomende vorm is waarbij men gedurende een uur twee drankjes voor de prijs van één krijgt.
Het happy hour wordt gebruikt om klanten te trekken tijdens minder drukke uren, traditioneel vaak aan het begin van de avond, vlak na werktijd. Omdat hierdoor het gebruik van alcoholische dranken door jongeren bevorderd zou kunnen worden loopt in Nederland al enige tijd de discussie of dit niet verboden moet worden.

## Oorsprong
Als een van de eersten in Nederland had Manfred Langer eind jaren zeventig een happy hour ingevoerd in zijn homokroeg Chez Manfred in de Halvemaansteeg in Amsterdam. Daarbij kreeg men twee drankjes voor de prijs van een. Hij had dit idee overgenomen uit de Verenigde Staten.
Toen daar tijdens de drooglegging in de jaren twintig alcoholverkoop verboden werd, gingen mensen "cocktail hours" of "happy hours" organiseren in illegale verborgen bars, die speakeasy bars werden genoemd. Hier dronk men dan vóór het eten, want ook in restaurants mocht geen alcohol geschonken worden. Dit drinken voor het eten werd voortgezet in cocktail lounges.